# Džantar Mantar, Džaipur
Jantar Mantar je zbirka 19 astronomskih instrumentov, ki jih je izdelal radžputski kralj Savai Džai Singh, ustanovitelj Džaipurja v Radžastanu. Spomenik je bil dokončan leta 1734. Ima največjo kamnito sončno uro na svetu in je na Unescovem seznamu svetovne dediščine. Je v bližini mestne palače in Hava Mahal. Instrumenti omogočajo opazovanje astronomskih položajev s prostim očesom. Observatorij je primer ptolemajske pozicijske astronomije, ki je bila skupna številnim civilizacijam.
Spomenik vsebuje instrumente, ki delujejo v vsakem od treh glavnih klasičnih nebesnih koordinatnih sistemov: lokalni sistem obzorje-zenit, ekvatorialni sistem in ekliptični sistem. Kanmala Yantraprakara je tista, ki deluje v dveh sistemih in omogoča transformacijo koordinat neposredno iz enega sistema v drugega. Ima največjo sončno uro na svetu.
Spomenik je bil v 19. stoletju poškodovan. Zgodnja obnovitvena dela so potekala pod nadzorom majorja Arthurja Garretta, navdušenega amaterskega astronoma, med njegovim imenovanjem za pomočnika državnega inženirja za okrožje Džaipur.

## Ime
Ime džantar izhaja iz sanskrtske besede jantra, ki pomeni 'instrument, stroj', mantar pa iz mantrane, prav tako sanskrtske besede 'posvetovati se, izračunati'. Zato Džantar Mantar dobesedno pomeni 'računski instrument'.

## Namen
Džai Singh je opazil, da se Zij (islamska astronomska knjiga, ki prikazuje parametre, ki se uporabljajo za astronomske izračune položajev sonca, lune, zvezd in planetov), ki je bil uporabljen za določanje položaja nebesnih teles, ne ujema s položaji, izračunanimi v tabeli. Konstruiral je pet novih observatorijev v različnih mestih, da bi ustvaril natančnejši Zij. Astronomske tabele, ki jih je ustvaril Džai Singh, znane kot Zij-i Muhammad Shahi, so se v Indiji neprekinjeno uporabljale celo stoletje. (Vendar je imela tabela majhen pomen zunaj Indije.) Uporabljali so jo tudi za merjenje časa.

## Zgodovina
Kdaj točno je Radža Džai Singh začel graditi v Džaipurju, ni znano, vendar je bilo do leta 1728 zgrajenih več instrumentov, gradnja instrumentov pa se je nadaljevala do leta 1738. Leta 1735, ko je bila gradnja na vrhuncu, je bilo zaposlenih vsaj 23 astronomov in zaradi spreminjajočega se političnega ozračja je Džaipur nadomestil Delhi kot glavni observatorij Radža Džai Singha in ostal njegov osrednji observatorij do njegove smrti leta 1743. Observatorij je izgubil podporo pod Isvari Singhom (r. 1743-1750) zaradi nasledstvene vojne med njim in njegovim bratom. Vendar je Mado Singh (vladal 1750–1768), Isvarijev Singhov naslednik, podprl observatorij, čeprav ta ni videl enake stopnje dejavnosti kot pod Džai Singhom. Čeprav je bilo pod Pratap Singhom (vladal 1778-1803) narejenih nekaj obnovitev Džantar Mantarja, je dejavnost observatorija spet zamrla. V tem času je bil zgrajen tempelj in Pratap Singh je mesto observatorija spremenil v tovarno orožja.
Ram Singh (vladal 1835–1880) je dokončal obnovo Džantar Mantarja leta 1876 in celo naredil nekatere instrumente bolj vzdržljive z vstavljanjem svinca v vrvice instrumentov in uporabo kamna za obnovitev nekaterih instrumentov iz mavca. Vendar je bil observatorij kmalu spet zanemarjen in je bil obnovljen šele leta 1901 pod Madho Singhom II. (vladal 1880–1922).

## Opis
Observatorij sestavlja devetnajst instrumentov za merjenje časa, napovedovanje mrkov, sledenje lokaciji glavnih zvezd, ko Zemlja kroži okoli Sonca, ugotavljanje deklinacij planetov ter določanje nebesnih višin in z njimi povezanih efemerid. Instrumenti so (po abecedi):
1. Čakra Džantra (štirje polkrožni loki, na katere meče senco gnomon in tako daje deklinacijo Sonca ob štirih določenih urah dneva. Ti podatki ustrezajo poldnevu na štirih observatorijih po vsem svetu (Greenwich v Veliki Britaniji, Zürich v Švici, Notke na Japonskem in Saitčen v Pacifiku); to je enakovredno steni ur, ki beležijo lokalne čase v različnih delih sveta.[9]
2. Dakšin Bhiti Jantra (meri meridianske, nadmorske višine in zenitne razdalje nebesnih teles)
3. Digamsha Jantra (steber v sredini dveh koncentričnih zunanjih krogov, ki se uporablja za merjenje azimuta sonca in za izračun napovedi časa sončnega vzhoda in zahoda)[10]
4. Diša Jantra (uporablja se za zaznavanje smeri)
5. Dhruva Daršak Patika (opazuj in poišči lokacijo polarne zvezde glede na druga nebesna telesa)
6. Džai Prakaš Jantra (dve polkrogli sončni uri v obliki sklede z označenimi marmornimi ploščami, ki preslikavata obrnjene slike neba in omogočata opazovalcu, da se premika znotraj instrumenta; merita nadmorske višine, azimute, urne kote in deklinacije)
7. Kapali Jantra (meri koordinate nebesnih teles v azimutnem in ekvatorialnem sistemu; katero koli točko na nebu je mogoče vizualno transformirati iz enega koordinatnega sistema v drugega)
8. Kanali Jantra
9. Kranti Vrita Jantra (meri zemljepisno dolžino in širino nebesnih teles)
10. Laghu Samrat Jantra (manjša sončna ura pri spomeniku, nagnjena pod kotom 27 stopinj za merjenje časa, čeprav manj natančno kot Vrihat Samrat Jantra)
11. Misra Jantra (kar pomeni mešani instrument, je kompilacija petih različnih instrumentov)
12. Nadi Valaja Jantra (dve sončni uri na različnih straneh instrumenta, obe strani predstavljata severno in južno hemisfero; merita čas z natančnostjo manj kot minuto)
13. Palbha Jantra
14. Rama Jantra (pokončna zgradba, ki se uporablja za iskanje nadmorske višine in azimuta Sonca)
15. Raši Valaja Jantra (12 gnomonskih številčnic, ki merijo ekliptične koordinate zvezd, planetov in vseh 12 sistemov ozvezdij)
16. Shastansh Yantra (zraven Vrihat Samrat Jantra) Ta instrument ima 60-stopinjski lok, vgrajen v meridianski ravnini znotraj temne komore. Opoldne pade luknjičasta slika Sonca na skalo spodaj, kar opazovalcu omogoča merjenje razdalje zenita, deklinacije in premera Sonca.[11]
17. Unatamsa Jantra (kovinski obroč, razdeljen na štiri segmente z vodoravnimi in navpičnimi črtami, z luknjo na sredini; položaj in orientacija instrumenta omogočata merjenje nadmorske višine nebesnih teles)
18. Unatamsa Jantra
19. Vrihat Samrat Jantra (največja gnomonska sončna ura na svetu, meri čas v intervalih po 2 sekundi s senco sončne svetlobe)
20. Jantra Radž Jantra (2,43-metrski bronasti astrolab, eden največjih na svetu, ki se uporablja samo enkrat na leto, izračunava hindujski koledar)[12]

Vrihat Samrat Jantra, kar pomeni 'veliki kralj instrumentov', je visok 27 m; njegova senca pove čas dneva. Njegov obraz je nagnjen na 27 stopinj zemljepisne širine Džaipurja. Hindujski čhatri (majhna kupola) na vrhu se uporablja kot platforma za napovedovanje mrkov in prihoda monsunov.
Instrumenti so v večini primerov ogromne strukture. Merilo, v katerem so bili izdelani, naj bi povečalo njihovo natančnost. Vendar pa je polsenca sonca lahko široka tudi do 30 mm, zaradi česar so 1 mm koraki sončne ure Samrat Jantra brez vsakršnega praktičnega pomena. Poleg tega so zidarji, ki so izdelovali instrumente, imeli premalo izkušenj z gradnjo v tem obsegu, zaradi posedanja temeljev pa so se pozneje premaknili. Na primer, Samrat Jantra, ki je sončna ura, naj bi kazala čas z natančnostjo približno dveh sekund po lokalnem času Džaipurja. Ogromna sončna ura, znana kot Samrat Jantra (Najvišji instrument), je ena največjih sončnih ur na svetu, visoka 27 metrov. Njena senca se vidno premika s hitrostjo 1 mm na sekundo ali približno za širino dlani (6 cm) vsako minuto, kar je lahko globoko doživetje.

### Gradbeni materiali
Vsak instrument, zgrajen iz lokalnega kamna in marmorja, ima astronomsko lestvico, običajno označeno na marmorni notranji oblogi. Bronaste ploščice, opeke in malta so bili uporabljeni tudi pri izdelavi instrumentov v spomeniku, ki se razprostira na približno 18.700 kvadratnih metrih. V neprekinjeni uporabi je bil približno do leta 1800, nato pa je postal neuporaben in propadel. Džantar Mantar, ki je bil med britansko kolonialno vladavino večkrat obnovljen, zlasti leta 1902, je bil leta 1948 razglašen za nacionalni spomenik. Obnovljen je bil leta 2006. Restavratorski proces v začetku 20. stoletja je zamenjal nekatere prvotne materiale za gradnjo z drugimi materiali.
Džantar Mantar se upravlja v skladu z zakonom o arheoloških najdiščih in spomenikih Radžastana od leta 1961 in je zaščiten kot nacionalni spomenik Radžastana od leta 1968.

## Teorija
Vede omenjajo astronomske izraze, merjenje časa in koledar, ne omenjajo pa nobenih astronomskih instrumentov. Najzgodnejšo razpravo o astronomskih instrumentih, gnomonu in klepsidri, najdemo v Vedangah, starodavnih sanskrtskih besedilih. Gnomon (imenovan Šanku, शङ्कु), najden na spomeniku DŽantar Mantar, je obravnavan v teh Vedangah iz 1. tisočletja pr. n. št. in v mnogih kasnejših besedilih, kot so Katjajana Sulbasutras. Druge razprave o astronomskih instrumentih najdemo v hinduističnih besedilih, kot je Arthašastra iz 4. stoletja pred našim štetjem, budističnih besedilih, kot je Sardulakarna-avadana in džainističnih besedilih, kot je Surja-prajnapti. Teorije, ki stojijo za instrumenti, najdemo v besedilih Arjabhate iz 5. stoletja, Brahmagupte in Varahamihire iz 6. stoletja, Lalle iz 9. stoletja, Sripatija in Bhaskare iz 11. stoletja. Besedila Bhaskare imajo posvečena poglavja o instrumentih in jih imenuje Jantra-adhjaja.
Teorije o čakra-jantri, jasti-jantri, dhanur-jantri, kapala-jantri, nadivalaja-jantri, kartari-jantri in drugih najdemo v starodavnih besedilih.

## Teleskop v Indiji
Čeprav Džai Singhovi observatoriji niso uporabljali teleskopov, jih je Džai Singh sam imel več, ki jih je občasno uporabljal za svoja opazovanja, teleskope pa so gradili v Indiji. Vendar takrat zgrajeni teleskopi niso bili zelo natančni za merjenje nebesnih teles. V Evropi so bili prvi v uporabi teleskopi, ki so povečali natančnost merjenja nebesnih teles, v Indiji pa so bili teleskopi še vedno nov izum.

## V popularni kulturi
Kot labirint je bil uporabljen za snemanje filma Padec iz leta 2006.
Storm Thorgerson je fotografiral sončno uro za naslovnico Shponglovega DVD-ja Live at the Roundhouse 2008.[
Fotografiral jo je Julio Cortázar v sodelovanju z Antoniom Gálvezom za knjigo Prosa del Observatorio (Editorial Lumen: Barcelona, 1972).